# Henk Jongerius
Hendrikus Willebrordus (Henk) Jongerius O.P. (Utrecht, 7 december 1941 – Huissen, 23 april 2024) was een Nederlands prior, priester, dominicaan en dichter van kerkliederen.

## Levensloop
Jongerius werd geboren als oudste van drie broers in het gezin van Hendrikus Willebrordus Jongerius, kleermaker, en Sophia Elisabeth van Don. Op elfjarige leeftijd ging hij naar de interne gymnasiumopleiding aan het Dominicus College in Nijmegen.
Jongerius studeerde dogmatische theologie en filosofie aan de Katholieke Theologische Universiteit in Utrecht. In 1959 trad hij toe tot de dominicaner orde. Op 11 juli 1966 werd hij door bisschop Bluyssen in Nijmegen tot priester gewijd. Hij woonde sinds 1967 in een communiteit met andere dominicanen. Hij werkte 25 jaar lang op het gebied liturgische vorming voor het aartsbisdom Utrecht en was toeruster voor de vrijwilligers van Dominicaans Toerustingscentrum. Daarnaast was hij cantor in de kloosterkapel van Huissen en schreef hij teksten en liederen voor de liturgie.

## Kerkliederen (selectie)
- Al wat een mens te kennen zoekt
- Gezegend die de wereld schept
- Gij waakt en draagt
- Gij, die de mens geschapen hebt
- God in de hemelen, zie naar uw mensen
- God roept de mens op weg te gaan
- God wil een tempel bouwen
- Heilig, heilig, heilig, hemelhoog verheven
- Het Rijk van God is als een zaad
- Hij die de blinden weer liet zien
- Hoort, hoe God met mensen omgaat
- Leven is wachten
- U zij de glorie, opgestane Heer
- Voor mensen die naamloos
- Wij zoeken U als wij samenkomen
- Zal er ooit een dag van vrede
- Zing van de Vader die in den beginne

## Publicaties
- (2004) Wonen onder de wolk. In gesprek met Abraham Heschel over spiritualiteit
- (2005) Voor onderweg. 101 schriftliederen op muziek van Jan Raas
- (2016) Voor wie gedenken. Verzamelde liturgische gezangen
- (2016) Verheven tijdverspilling. Liturgie vieren
- (2016) Van de andere kant. Meditaties